# Stazione di Biwajima
La stazione di Biwajima (枇杷島駅?, Biwajima-eki) è una stazione ferroviaria situata nella città di Kiyosu, nella prefettura di Aichi in Giappone. La stazione è gestita dalla JR Central e serve la linea principale Tōkaidō e la linea Jōhoku, di Tōkai Trasporti, sussidiaria della JR Central.

## Linee
JR Central
■ Linea principale Tōkaidō
Tōkai Trasporti
〓 Linea Jōhoku

## Struttura
La stazione è costituita da due marciapiedi a isola centrale con 4 binari in superficie per entrambe le linee.
| 1-2 | 〓 Linea Jōhoku            | per Otai e Kachigawa             |
| 3   | ■ Linea principale Tōkaidō | per Gifu, Ōgaki e Maibara        |
| 4   | ■ Linea principale Tōkaidō | per Nagoya, Toyohashi e Taketoyo |

## Stazioni adiacenti
| ≪                                 | Servizio                 | ≫                        |
| Linea principale Tōkaidō          | Linea principale Tōkaidō | Linea principale Tōkaidō |
| --------------------------------- | ------------------------ | ------------------------ |
| Nagoya                            | Locale                   | Kiyosu                   |
| Tutti gli altri treni non fermano |                          |                          |
| Linea Jōhoku                      |                          |                          |
| Capolinea                         | Locale                   | Owari-Hoshinomiya        |